# Jakob Tamm

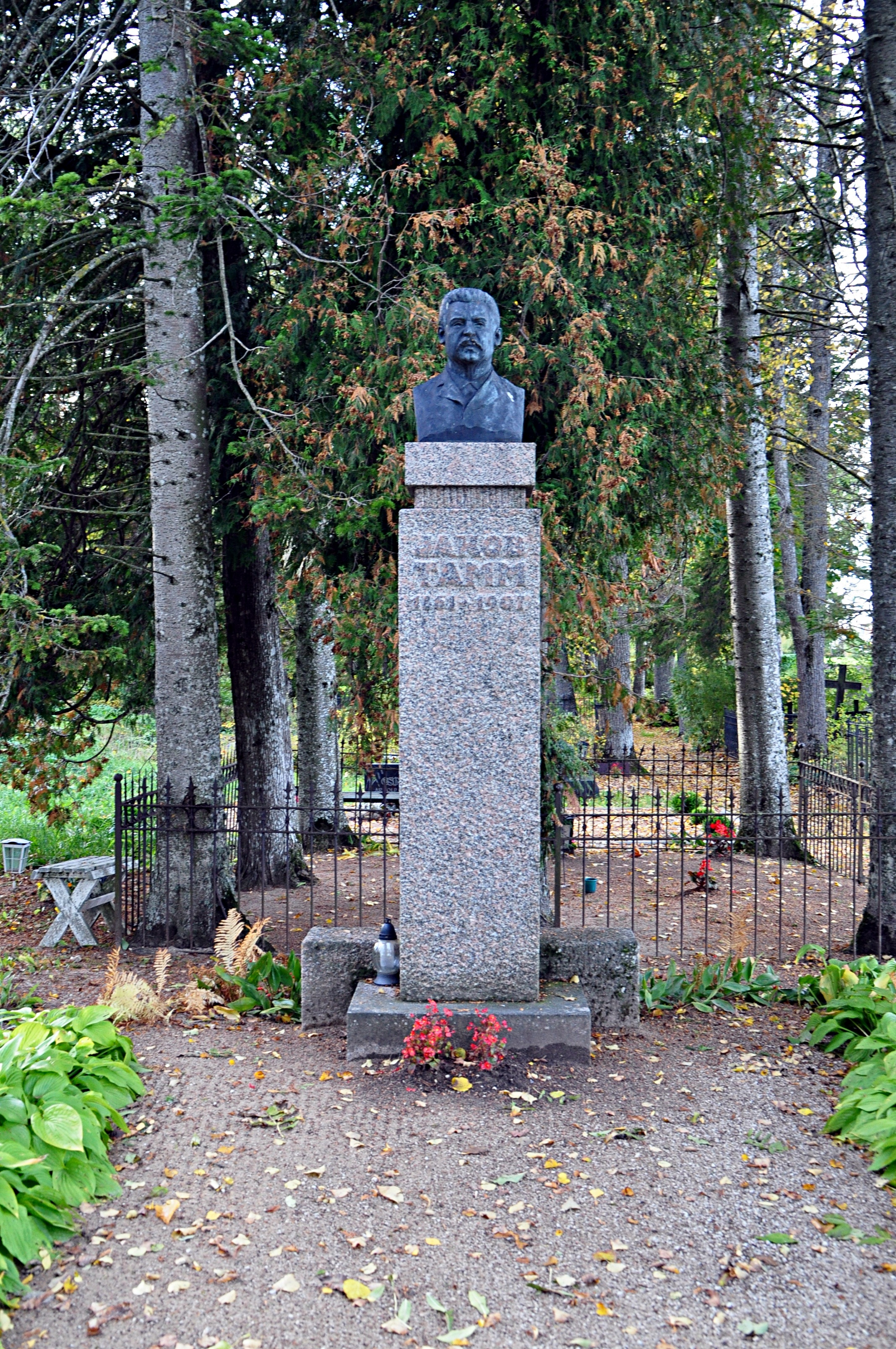
Jakob Tamm mellszobra

Jakob Tamm (Nõo, 1861. május 7. – Väike-Maarja, 1907. július 26.) észt költő

## Élete
Tanulmányait Koopsiban és Kirepiben, valamint a tartumaa-i Tilga ortodox egyházi iskolájában végezte. 1878 és 1881 közt a tartui tanári főiskola hallgatója volt. Az észt nemzeti mozgalommal Mihkel Veske hatására került kapcsolatba.
1883-tól iskolai tanár volt Adavere és Pilistvere községekben. 1890 és 1893 közt Põltsamaa-n tanított, ezután korai haláláig a Väike-Maarja-i plébániai iskola vezetője volt. E község temetőjében nyugszik, emlékét itt Jaan Kort észt szobrászművész mellszobra őrzi. 
Elsősorban mint költő volt ismert az észt közönség előtt, számos balladát és epikus költeményt írt. németből és oroszból fordított, többek közt Heinrich Heine és Ivan Andrejevics Krilov munkáit.

## Válogatott munkái
- Ärganud hääled (két kötet, 1892)
- Jakob Tamme lugulaulud (posztumusz, 1914)
- Kogutud luuletused (posztumusz, 1959)

## Fordítás
- Ez a szócikk részben vagy egészben  a   Jakob Tamm című német Wikipédia-szócikk ezen változatának fordításán alapul.  Az eredeti cikk szerkesztőit annak laptörténete sorolja fel. Ez a jelzés csupán a megfogalmazás eredetét és a szerzői jogokat jelzi, nem szolgál a cikkben szereplő információk forrásmegjelöléseként.